# Selemeg
 (août 2014).
Selemeg, le « mangeur de feu », est un géant des contes populaires de Sibérie.